# Occupazione della Polonia
L'occupazione della Polonia da parte della Germania nazista e dell'Unione Sovietica, che si spartirono il suo territorio, ebbe inizio con la campagna di Polonia del settembre 1939. Nell'estate-autunno del 1941 i territori annessi dai sovietici furono inglobati dalla Germania, come parte dell'attacco all'URSS. Dopo diversi anni di combattimenti, l'Armata Rossa spinse gli invasori tedeschi della Wehrmacht al di fuori dell'Unione Sovietica e dell'Europa orientale.
Prima dell'operazione Barbarossa, la Germania e l'Unione Sovietica coordinarono le proprie politiche nei confronti della Polonia, in quattro conferenze tra la Gestapo e l'NKVD, in cui le due potenze discussero l'occupazione.

## Occupazione, annessione e amministrazione

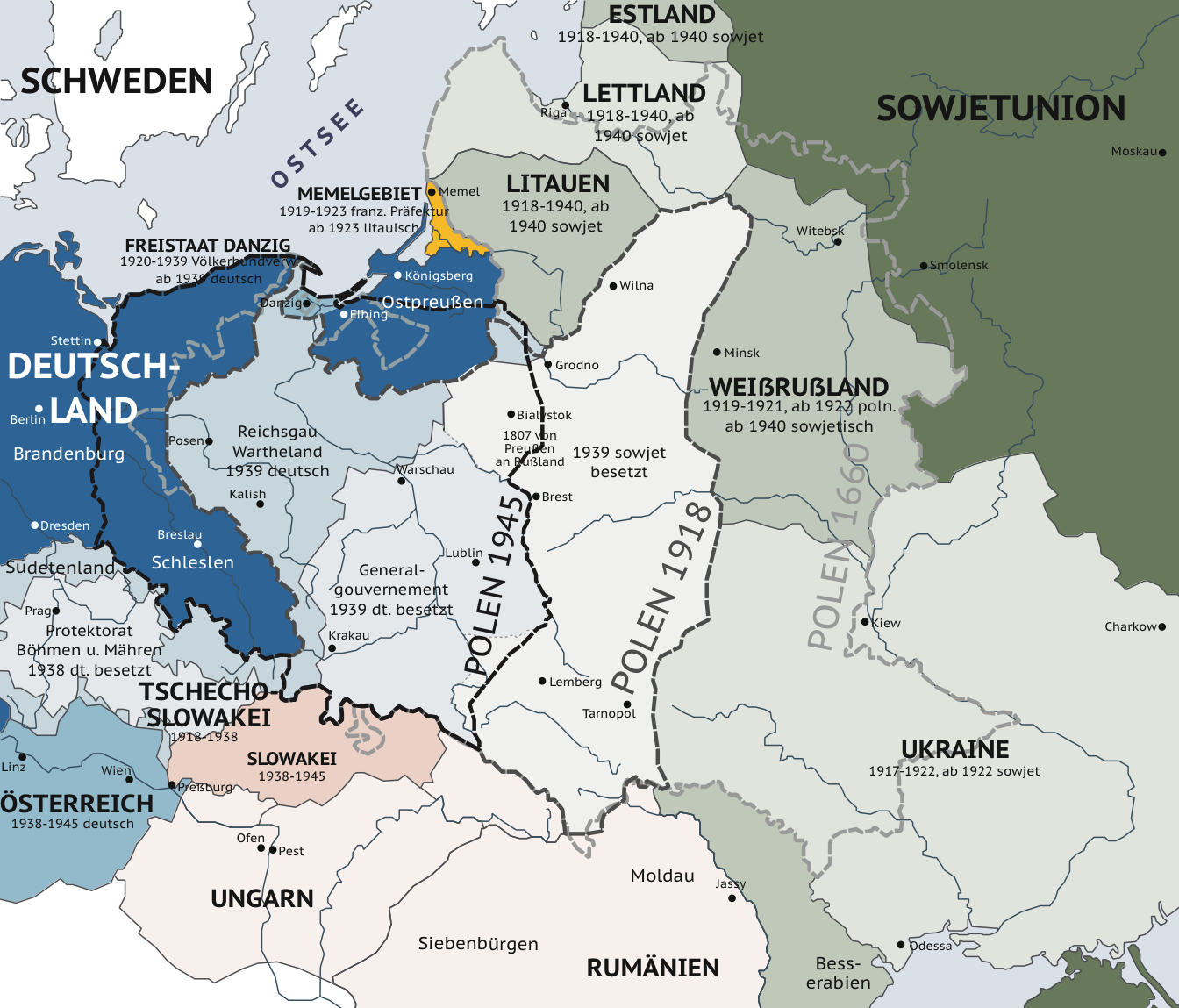
Quarta spartizione della Polonia - il patto tedesco-sovietico

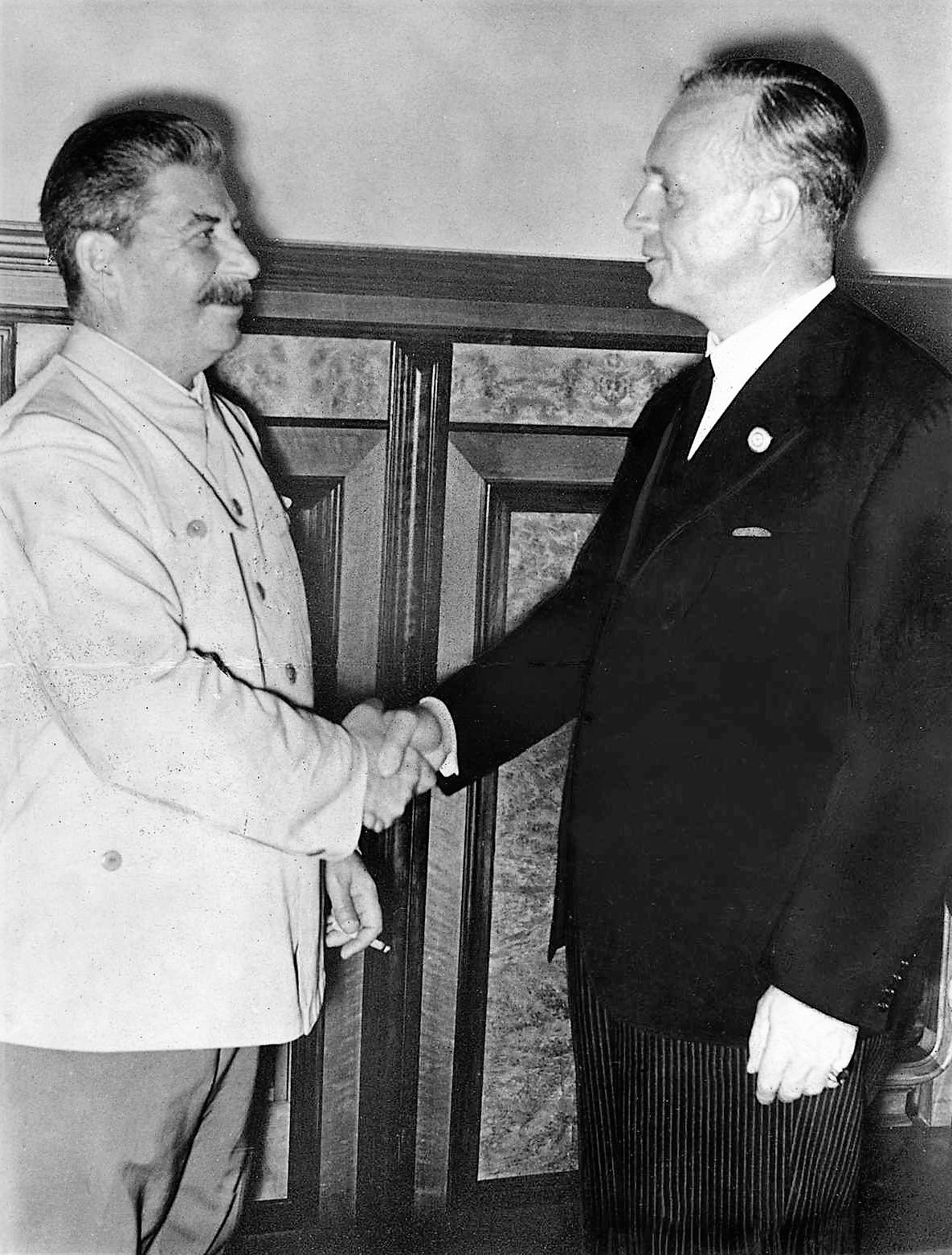
Stalin e Ribbentrop concludono il patto di spartizione della Polonia nel 1939

Dopo che la Germania e l'Unione Sovietica si furono spartite la Polonia nel 1939, gran parte del territorio etnicamente polacco finì sotto il controllo della Germania, mentre le aree annesse dall'URSS contenevano popoli diversi etnicamente, con un territorio suddiviso in diverse aree, alcune delle quali avevano una maggioranza non-polacca (come gli ucraini al sud).
Le parti orientali della Polonia furono divise in tre zone da nord a sud. Nel sud risiedeva una maggioranza ucraina, tranne in alcune aree dove il numero dei polacchi li eguagliava; nella parte centrale, in Polesia e Volinia, vi era una minoranza polacca che si confrontava con una classe contadina prevalentemente ortodossa; nella parte settentrionale, nei voivodaiti di Białystok, Vilnius e Nowogródek, i polacchi erano la maggioranza.
Gli ebrei costituivano la principale minoranza nelle aree urbane, e molti di essi si sentivano alienati nella Polonia interbellica nazionalista; questo gruppo etnico sperava pertanto nell'arrivo dei sovietici. I polacchi comprendevano il maggiore gruppo etnico nei territori annessi dai sovietici.

### Aree annesse dalla Germania
Secondo i termini dei due decreti di Hitler dell'8 e 12 ottobre 1939, grandi aree della Polonia occidentale furono annesse alla Germania. L'area di questi territori si estendeva per 94000 km² e la popolazione contava circa 10 milioni di persone, la maggioranza dei quali polacchi. Circa un milione di polacchi furono espulsi da quest'area, mentre 600 000 tedeschi dell'Europa orientale e 400 000 del Reich tedesco s'insediarono nella regione.

### Amministrazione sovietica
Con la fine della campagna di Polonia, l'URSS si era impadronita del 52,1% del territorio della Polonia (circa 200 000 km²), con più di 13 700 000 persone. Elżbieta Trela-Mazur fornisce i seguenti numeri riguardo alla composizione etnica di queste regioni: 38% polacchi (circa 5,1 milioni di persone), 37% ucraini, 14,5% bielorussi, 8,4% ebrei, 0,9% russi e 0,6% tedeschi. C'erano anche 336 000 rifugiati da aree occupate dalla Germania, molti dei quali erano ebrei (198 000). Le aree occupate dall'URSS furono annesse al territorio sovietico. L'area di Vilnius fu trasferita ad una Lituania non più indipendente ma tornata di nuovo a far parte dell'Unione Sovietica.
Una piccola striscia di terra che era stata parte dell'Ungheria prima del 1914, fu ceduta alla Slovacchia.

### Amministrazione tedesca
La parte restante del territorio fu posta sotto amministrazione tedesca, chiamata Governatorato Generale (in tedesco: Generalgouvernement für die besetzten polnischen Gebiete), con capitale a Cracovia. Hans Frank, avvocato e membro del NSDAP, fu nominato Governatore Generale dei territori occupati il 26 ottobre 1939. Frank supervisionò la segregazione degli ebrei nei ghetti nelle principali città, in particolare a Varsavia, e l'uso dei civili polacchi come forza per i lavori forzati nelle industrie belliche tedesche.
Furono effettuati significativi cambiamenti dopo l'attacco tedesco all'Unione Sovietica nel giugno 1941, e nel 1944-1945, quando l'URSS riottenne il controllo su quei territori e si spinse verso ovest, assumendo infine il controllo su tutti gli ex territori polacchi.

## Trattamento dei cittadini polacchi durante l'occupazione tedesca
I nazisti sostenevano che gli slavi, come gli ebrei, fossero subumani. "Tutti i polacchi", giurò Hitler, "scompariranno dalla Terra". Il 22 agosto 1939, una settimana prima dell'invasione tedesca della Polonia, Hitler diede alla Wehrmacht le seguenti istruzioni: "uccidete senza pietà tutti gli uomini, donne e bambini di discendenza o lingua polacca. Siate spietati. Siate brutali. È necessario procedere con la massima severità. Questa sarà una guerra di annichilimento".
Pertanto, sin dall'inizio, la guerra contro la Polonia fu intesa come obiettivo del piano descritto da Adolf Hitler nel suo libro Mein Kampf. L'obiettivo primario del progetto era l'estensione della Germania verso l'Europa orientale, i cui stati sarebbero stati inglobati (il cosiddetto Lebensraum, spazio vitale). Perciò, gli obiettivi della politica di occupazione tedesca furono tesi a utilizzare la Polonia come spazio vitale tedesco, per sfruttare le risorse di materiali della nazione e massimizzare l'uso della forza lavoro polacca come fonte di schiavitù. La nazione polacca avrebbe dovuto essere ridotta allo status di servo, e la sua leadership politica, religiosa e intellettuale avrebbe dovuto essere distrutta.
Un aspetto della politica tedesca nella conquista della Polonia mirò a impedire alla popolazione, differente sul piano etnico, di unirsi contro la Germania. Grabowski scrisse:

La germanizzazione dei territori polacchi avvenne con la deportazione e lo sterminio degli ebrei, con la privazione dei diritti ai polacchi e con il sostentamento dei tedeschi che vivevano a est. La minoranza tedesca che viveva in questa regione, etnicamente varia, dovette aderire a precisi canoni di comportamento e fu utilizzata per mantenere i contatti con i polacchi e gli ebrei. Il sistema di controllo della repressione riuscì a isolare i diversi gruppi etnici, incoraggiando le denunce e instillando la paura nella popolazione.

In un memorandum segreto, Il Trattamento degli Alieni Razziali ad Est, datato 25 maggio 1940, Heinrich Himmler, capo delle SS, scrisse: "Dobbiamo dividere i molti gruppi etnici della Polonia in molte parti e distruggerli il più possibile".
Secondo il censimento del 1931, il 66% della popolazione (35 milioni di persone) parlava il polacco come lingua madre; gran parte di essi erano cattolici. Il 15% erano ucraini, l'8,5% ebrei, il 4,7% bielorussi e il 2,2% tedeschi. La Polonia aveva una ristretta classe borghese e aristocratica, composta da professionisti, imprenditori e proprietari terrieri, che avevano ricevuto un'istruzione. Circa ¾ della popolazione era composta da contadini o lavoratori agricoli, mentre 1/5 erano lavoratori dell'industria.

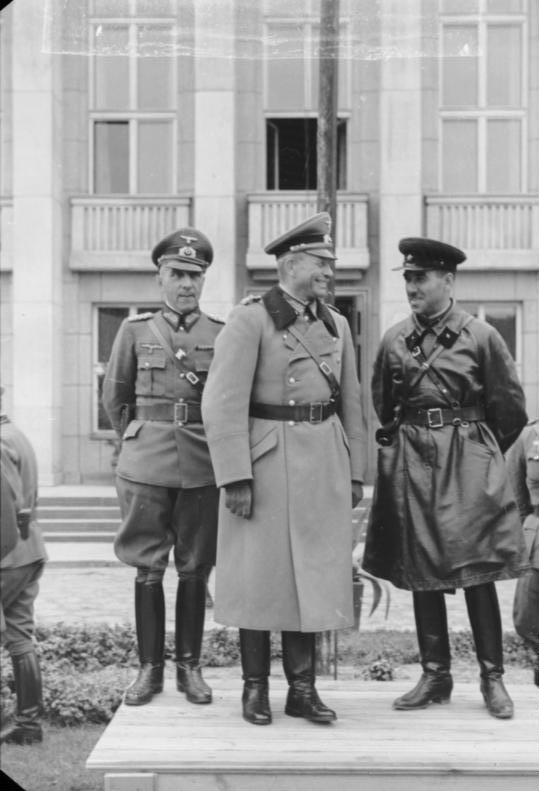
Parata tedesco-sovietica per celebrare la vittoria a Brest Litowsk, generali Guderian e Kriwoschein, 22 settembre 1939

In contrasto con la politica nazista del genocidio indirizzato a tutti gli uomini e bambini ebrei polacchi (3,3 milioni di persone), i progetti tedeschi per la maggioranza cattolica si focalizzarono sull'eliminazione o soppressione dei capi politici, religiosi e intellettuali. Questa politica ebbe due obiettivi: il primo fu di impedire all'élite polacca di organizzare la resistenza e di raccogliersi attorno a un gruppo governativo; il secondo fu lo sfruttamento della maggioranza della popolazione (non istruita) nell'agricoltura e nell'industria.
Dal 1939 al 1941 i tedeschi deportarono in massa circa 1.600 000 polacchi, tra cui 400 000 ebrei. Circa 700 000 polacchi furono inviati in Germania per i lavori forzati, e moltissimi vi morirono; il più famoso campo di sterminio (Auschwitz) era addirittura situato in Polonia. Durante l'occupazione tedesca del territorio polacco, i tedeschi uccisero circa 3 900 000 polacchi, tra cui 3 000 000 ebrei. In totale, 2 500 000 polacchi furono soggetti all'espulsione, mentre il 7,3% della popolazione polacca fu utilizzato per il lavoro in schiavitù.

### IlGeneralplan Oste l'espulsione dei polacchi
Il destino dei polacchi nella Polonia occupata dai tedeschi fu deciso nel Generalplan Ost, un grande progetto di pulizia etnica che fu diviso in due parti: il Kleine Planung ("Piccolo Piano"), che indirizzò le azioni da compiere durante la guerra, ed il Grosse Planung ("Grande Piano") che avrebbe indirizzato le azioni da compiere dopo la vittoria. Il progetto considerò le diverse percentuali delle varie nazioni conquistate che avrebbero dovuto essere soggette alla germanizzazione, all'espulsione nell'interno della Russia ed ad altri destini, con lo scopo di far acquisire ai territori conquistati un carattere inderogabilmente tedesco.
Nel raggio di dieci anni, il piano prevedeva lo sterminio, l'espulsione, la riduzione in schiavitù o la germanizzazione di gran parte dei polacchi e degli slavi orientali che ancora vivevano sul confine. 8-10 milioni di tedeschi sarebbero andati a vivere nel Lebensraum ("spazio vitale") esteso del Reich Millenario (Tausendjähriges Reich). Cinquant'anni dopo la guerra, secondo il Große Planung, il Generalplan Ost prevedeva l'espulsione finale e lo sterminio di più di 50 milioni di slavi oltre gli Urali.
Riguardo ai polacchi, si prevedeva che nel 1952 solo 3-4 milioni avrebbero continuato a vivere nell'ex Polonia, ma solo per fungere da schiavi per i tedeschi. Ad essi doveva essere impedito il matrimonio e doveva essere esteso il divieto ad accedere a qualunque tipo di aiuto medico, in modo tale da far cessare di esistere il popolo polacco (creduto dai nazisti come Untermensch, cioè sub-umano).

### L'Operazione Tannenberg

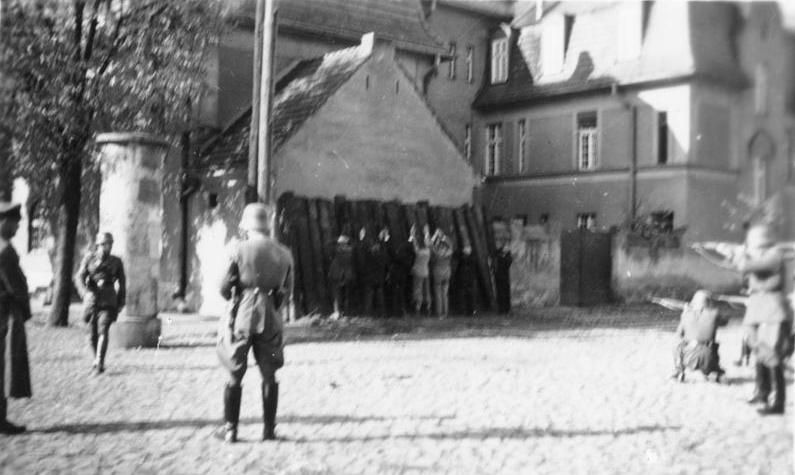
Esecuzione di ostaggi polacchi da parte di SS-Einsatzgruppe il 20 ottobre 1939 a Kórnik

Durante l'invasione della Polonia del 1939, furono utilizzate speciali squadre di azione delle SS e della polizia (le Einsatzgruppen), con la funzione di arrestare o uccidere i civili colti nella resistenza ai tedeschi o considerati in grado di farlo, secondo il loro status o posizione sociale. Decine di migliaia di ricchi proprietari, uomini di chiesa e membri dell'intellighenzia o ufficiali del governo, insegnanti, dottori, dentisti, giornalisti e altri (sia polacchi sia ebrei) furono assassinati in esecuzioni di massa o inviati in campi di prigionia e concentramento. Le unità tedesche e le forze di autodifesa composte dal Volksdeutsche parteciparono anche alle esecuzioni dei civili. In molti casi, queste esecuzioni furono atti di rivendicazione contro intere comunità responsabili di avere ucciso tedeschi.
In un'azione con nome in codice "operazione Tannenberg" (Unternehmen Tannenberg) nel settembre e ottobre 1939, furono condotte circa 760 esecuzioni di massa dallo Einsatzkommando, che portarono alla morte di almeno 20 000 importanti cittadini polacchi. Le uccisioni e le espulsioni divennero pratica quotidiana.
Le liste di proscrizione (Sonderfahndungsbuch Polen) identificarono più di 61 000 attivisti, membri dell'intellighenzia, attori, ex ufficiali che furono internati o uccisi. I membri della minoranza tedesca abitante in Polonia assistettero alla creazione delle liste.
La prima parte dell'azione ebbe inizio nell'agosto 1939 con l'arresto e l'esecuzione di circa 2 000 attivisti delle organizzazioni della minoranza polacca in Germania. La seconda parte dell'azione ebbe inizio il 1º settembre 1939, e terminò nell'ottobre con almeno 20 000 morti in 760 esecuzioni di massa effettuate da unità speciali, Einsatzgruppen, oltre alle regolari unità della Wehrmacht. Oltre a queste, fu creata una speciale formazione composta dalla minoranza tedesca che viveva in Polonia, chiamata Selbstschutz, i cui membri si erano allenati in Germania nelle tattiche diversive e nella guerriglia. La formazione fu responsabile di molti massacri e a causa della cattiva reputazione, fu sciolta dalle autorità tedesche dopo la campagna di settembre.

### A-B Aktion
L'Außerordentliche Befriedungsaktion (AB-Aktion in breve, parola tedesca che sta per "Pacificazione Speciale") fu una campagna tedesca della seconda guerra mondiale che mirò ai capi e all'intellighenzia polacca. Nella primavera-estate del 1940, più di 30 000 polacchi furono arrestati dalle autorità tedesche del Governatorato Generale. Diverse migliaia di docenti universitari, insegnanti e parroci furono uccisi fuori da Varsavia, nella foresta di Kampinos presso Palmiry, e nella città presso la prigione di Pawiak. Coloro che non furono uccisi, furono inviati a diversi campi di concentramento.

### Soppressione della Chiesa cattolica e delle altre religioni
La Chiesa cattolica in Polonia fu colpita duramente dai nazisti. Fu soppressa in tutta la Polonia perché era stata storicamente uno dei sostenitori principali delle forze nazionaliste polacche che combattevano per l'indipendenza della Polonia dalla dominazione straniera.
In tutta la nazione furono chiusi tutti i monasteri, i conventi, i seminari, le scuole e altre istituzioni religiose.
I tedeschi trattarono la Chiesa più aspramente nelle regioni annesse, e in quei luoghi chiusero sistematicamente le chiese; molti preti vennero uccisi, imprigionati o deportati al Governatorato Generale. Tra il 1939 e il 1945 circa 3 000 membri del clero cattolico polacco furono uccisi; tra questi, 1 992 morirono nei campi di concentramento, di cui 787 al campo di concentramento di Dachau (tra di loro vi fu il vescovo Michał Kozal).
Non fu fatta nessuna eccezione per la parte più alta del clero; il vescovo Michał Kozal di Wladislava morì a Dachau; il vescovo Nowowiejski di Płock e il vescovo Wetmanski morirono in prigione in Polonia; il vescovo Fulman di Lublino e il vescovo Goral furono inviati in un campo in Germania.
Nel 1939, l'80% del clero cattolico e cinque vescovi della regione di Warthegau erano stati deportati in campi di concentramento. A Breslavia, il 49,2% del clero morì; a Chełmno il 47,8%, a Łódź il 36,8%, a Poznań il 31,1%. Nell'arcidiocesi di Varsavia, 212 preti furono uccisi, a Vilnius 92, a Leopoli 81, a Cracovia 30 e 13 a Kielce. I seminaristi che non furono uccisi furono inviati in Germania per i lavori forzati.
Dei 690 preti della provincia polacca della Prussia Occidentale, circa 460 furono arrestati. Quelli che rimasero, scapparono dalle loro chiese. Tra i preti arrestati, 214 furono uccisi, mentre gli altri furono deportati nel nuovo distretto della Polonia Centrale, creato dal Governatorato Generale. Nel 1940, solo 20 sacerdoti svolgevano ancora le loro funzioni nella Prussia Occidentale.
Molte suore condivisero il destino dei preti; circa 400 di esse furono imprigionate nel campo di Bojanowo, e molte furono poi inviate in Germania come schiave. Altre religiose furono uccise direttamente sul posto, come accadde per le undici Martiri di Nowogródek.
Nella città di Poznań, delle vecchie 30 chiese e 47 cappelle, solo due furono lasciate aperte per servire 200 000 fedeli. 13 chiese furono chiuse e abbandonate; sei divennero negozi, quattro, tra cui la cattedrale, furono utilizzate come depositi. A Łódź, per servire i 700 000 fedeli, furono lasciate solo 4 parrocchie.
Non fu risparmiato lo stesso destino neanche alle chiese evangeliche. Tutto il clero protestante della regione di Cieszyn della Slesia fu arrestato ed inviato nei campi di morte di Mauthausen, Buchenwald, Dachau ed Oranienburg.
Tra i martiri protestanti ci furono Karol Kulisz, direttore della più grande organizzazione evangelica, che morì a Buchenwald nel novembre 1939; il professor Edmund Bursche, membro della facoltà evangelica di teologia all'Università di Varsavia, che morì a Mauthausen, ed infine l'anziano vescovo della Chiesa evangelica, Juliusz Bursche, morto in esilio a Berlino.

### Abolizione dell'istruzione superiore
Nello sforzo di distruzione della cultura polacca, i tedeschi chiusero o distrussero università, scuole, musei, biblioteche e laboratori scientifici. Molti professori universitari, insieme con insegnanti, avvocati, intellettuali e membri dell'élite polacca, furono arrestati e giustiziati. Furono demolite centinaia di monumenti a eroi nazionali. Per impedire la nascita di una nuova generazione di polacchi istruiti, gli ufficiali tedeschi decretarono che l'età scolare per i bambini polacchi doveva terminare con quattro anni di scuola elementare.
Himmler scrisse nel 1940: "Il solo obiettivo di questa scuola è insegnare loro l'aritmetica semplice, ma nulla al di sopra del numero 500; la scrittura del proprio nome, e la nozione della divina legge di obbedienza ai tedeschi...non credo che la lettura sia auspicabile".

### Germanizzazione ed espulsione dei polacchi
Nei territori che furono annessi alla Germania, lo scopo dei nazisti era di ottenere la completa germanizzazione, che avrebbe fatto assimilare i popoli conquistati nel Terzo Reich politicamente, culturalmente, socialmente ed economicamente. Essi applicarono questa politica rigorosamente nei territori occidentali, chiamati Reichsgau Wartheland. Qui, i tedeschi chiusero anche le scuole elementari che utilizzavano la lingua polacca. Ridenominarono le vie e le città: ad esempio, Łódź divenne Litzmannstadt. S'impadronirono anche di decine di migliaia di imprese polacche, dalle grandi industrie ai piccoli negozi, senza pagare i proprietari. I cartelli posti nei luoghi pubblici avvisavano: "L'entrata è vietata a polacchi, ebrei e cani".

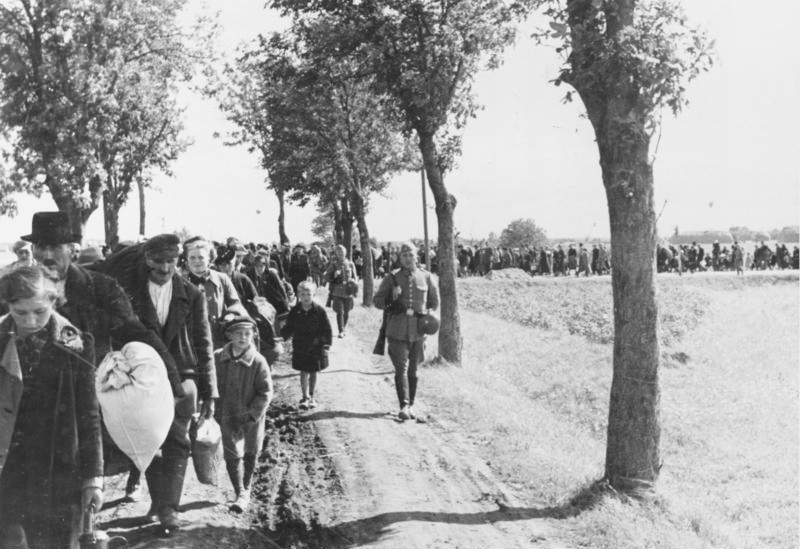
Pulizia etnica nella Polonia occidentale, con i polacchi condotti ai treni sotto scorta tedesca, 1939.

La germanizzazione delle terre annesse incluse anche un ambizioso programma d'insediamento dei tedeschi dal Baltico e da altre regioni, in fattorie e altre abitazioni precedentemente occupate da polacchi ed ebrei. A partire dall'ottobre 1939, le SS incominciarono a espellere polacchi ed ebrei dal Warteland e dal Corridoio di Danzica, portandoli nel Governatorato Generale. Alla fine del 1940, le SS avevano espulso 325 000 persone. Molte persone anziane e bambini morirono nel viaggio o nei campi di transito, come quelli nelle città di Potulice, Smukal, e Toruń. Nel 1941, i tedeschi espulsero 45 000 persone, ma in seguito il programma di espulsione e insediamento fu bloccato con l'invasione sovietica del giugno 1941, in quanto i treni dovevano essere utilizzati per il trasporto dei soldati e delle merci al fronte.
Nel 1942 e 1943, le SS condussero anche espulsioni di massa nel Governatorato Generale, sradicando 110 000 polacchi da 300 villaggi nelle regioni di Zamość-Lublino. Gli adulti furono utilizzati per i lavori forzati, mentre anziani, giovani e disabili furono trasferiti in altre località. Decine di migliaia di persone furono imprigionate ad Auschwitz e Majdanek.

### Rapimenti di bambini
I nazisti ebbero una particolare attenzione verso i bambini polacchi che possedevano caratteri razziali ariani. Questi bambini venivano separati dalle famiglie e inviati a Łódź per ulteriori esami. Se passavano tutti i test razziali, fisici, e psicologici, venivano inviati in Germania per la germanizzazione, secondo il piano Lebensborn ("Fontana della Vita") delle SS. A circa 4 454 bambini scelti per la germanizzazione furono dati nomi tedeschi, fu vietato di parlare polacco e furono rieducati in istituzioni delle SS o naziste, dove molti morirono di fame o di stenti. Pochissimi rividero i propri genitori. Molti più bambini furono bocciati, in quanto non adatti alla germanizzazione, perché non presentavano i caratteri adatti stabiliti dagli scienziati nazisti. Questi bambini furono internati negli orfanotrofi o ad Auschwitz, dove furono uccisi spesso con iniezioni letali di fenolo.
I bambini rapiti in Polonia furono 50 000; i neonati nati da donne polacche deportate in Germania come schiave erano di solito strappati alle madri e soggetti alla germanizzazione. Se l'esame sul padre e sulla madre suggeriva che dall'unione poteva non nascere un bambino con "caratteri accettabili", la madre era obbligata all'aborto.

### Liste del Popolo tedesche
La Lista del Popolo (Deutsche Volksliste) classificava i cittadini polacchi in quattro gruppi:
1. includeva i cosiddetti tedeschi etnici, che avevano avuto ruolo attivo nella battaglia per la germanizzazione della Polonia;
2. comprendeva i tedeschi etnici che non avevano avuto ruoli attivi, ma avevano preservato i caratteri tedeschi;
3. comprendeva i discendenti tedeschi che erano stati polonizzati, ma che avrebbero potuto essere di nuovo germanizzati. Questo gruppo includeva anche persone non tedesche sposate con tedeschi o membri di gruppi non polacchi che erano considerate rispettabili politicamente e per caratteri razziali;
4. consisteva delle persone di stirpe tedesca che si erano unite politicamente ai polacchi.

Dopo la registrazione in tali liste, le persone dei gruppi 1 e 2 diventavano automaticamente cittadini tedeschi. Quelli del 3º gruppo acquisivano una cittadinanza tedesca soggetta a revoca, e quelli del 4º gruppo ricevevano la cittadinanza tedesca con la naturalizzazione. Le persone non registrabili nelle liste erano classificate come apolidi, e tutti i polacchi dei territori occupati furono classificati come non protetti.

### Campi di concentramento
I campi come Auschwitz in Polonia e Buchenwald nella Germania centrale divennero i centri amministrativi di una vasta rete di campi di lavori forzati. Oltre alle imprese possedute dalle SS, alcune società private tedesche (come Messerschmitt AG, Junkers GmbH, Siemens AG, e I.G. Farben) si basarono sui lavori forzati per mandare avanti la produzione. Uno dei campi più terribili fu Auschwitz III, detto anche Monowitz, che fornì il lavoro forzato a una fabbrica di gomma sintetica di proprietà della I. G. Farben. I prigionieri, in tutti i campi di concentramento, lavoravano fino alla morte.
Auschwitz (Oświęcim) divenne il principale campo di concentramento per i polacchi dopo l'arrivo, avvenuto il 14 giugno 1940, di 728 uomini trasportati da una prigione sovraffollata di Tarnów. Nel marzo 1941, furono registrati 10 900 prigionieri nel campo, la maggior parte polacchi. Nel settembre 1941, 200 prigionieri malati, insieme con 650 prigionieri di guerra sovietici, furono uccisi con il primo esperimento col gas ad Auschwitz. A partire dal 1942, la popolazione di Auschwitz divenne sempre più varia, in quanto furono deportati nel campo ebrei e altri "nemici dello stato" da tutta l'Europa occupata dalla Germania.
Lo studioso polacco Franciszek Piper, storico capo di Auschwitz, ha stimato che furono condotti al campo 140 000-150 000 polacchi dal 1940 al 1945, e che 70 000-75 000 morirono vittime di esecuzioni, di crudeli esperimenti medici o di fame e stenti. Circa 100 000 polacchi furono deportati a Majdanek, e decine di migliaia vi morirono. 20 000 polacchi morirono a Sachsenhausen, 20 000 a Groß-Rosen, 30 000 a Mauthausen, 17 000 a Neuengamme, 10 000 a Dachau, e 17 000 a Ravensbrück. Inoltre, decine di migliaia furono messe a morte o morirono in altri campi e prigioni.

### Lavoro forzato
La scarsità di lavoro nell'economia di guerra tedesca divenne critica specialmente dopo la sconfitta tedesca alla battaglia di Stalingrado nel 1942-1943. Questo portò al crescente utilizzo dei prigionieri come lavoratori nelle industrie tedesche. Specialmente nel 1943-1944, furono stabilite centinaia di campi nei pressi dei centri industriali.
Dal 1939 al 1945 almeno 1,5 milioni di cittadini polacchi furono portati nel Reich per lavoro, contro la propria volontà; molti erano giovani sotto i vent'anni. Nonostante che la Germania usasse anche lavoratori dell'Europa occidentale, i polacchi, insieme con gli altri europei dell'est, visti come inferiori, furono soggetti a misure di discriminazione piuttosto pesanti. Furono obbligati a indossare una P viola sul proprio vestito e furono banditi dal trasporto pubblico. Mentre il trattamento effettivo sul luogo di lavoro dipendeva dal datore di lavoro, i lavoratori polacchi dovevano teoricamente lavorare per più ore rispetto agli europei occidentali, e per un salario minore, e in molte città dovevano vivere segregati in appositi quartieri controllati.
Durante l'occupazione, la Germania nazista decise di mettere in pratica l'operazione Heuaktion ("operazione fieno"), con il rapimento di bambini polacchi per renderli schiavi in Germania.

### Resistenza
In risposta all'occupazione tedesca, i polacchi organizzarono uno dei maggiori movimenti segreti dell'Europa con più di 300 gruppi politici e militari. Nonostante la sconfitta militare, il governo polacco non si arrese mai; nel 1940 fu stabilito a Londra il governo in esilio della Polonia.
La resistenza polacca combatté contro l'occupazione della nazione durante la seconda guerra mondiale. La resistenza contro la Germania nazista e l'Unione Sovietica incominciò quasi subito, anche se c'erano pochi luoghi in Polonia adatti alle operazioni di guerriglia. Fu formato l'Esercito della nazione (in polacco: Armia Krajowa o AK), leale al governo in esilio della Polonia a Londra e braccio militare dello stato segreto polacco. Dal 1943 AK, largamente maggioritaria, fu in competizione con l'Armata Popolare (in polacco Armia Ludowa o AL), spalleggiata dall'Unione Sovietica e controllata dal Partito dei Lavoratori Polacchi (Polska Partia Robotnicza o PPR). Nel 1944, l'AK contava circa 380 000 uomini, anche se poche armi: l'AL era molto più piccola, in quanto poteva contare su 30 000 uomini. Nell'estate del 1944 le forze segrete polacche raggiunsero i 300 000 uomini. I gruppi partigiani polacchi (Leśni) uccisero circa 150 000 soldati dell'Asse durante l'occupazione.
Nell'agosto 1943 e marzo 1944 lo stato segreto polacco annunciò i suoi progetti a lungo termine, per fronteggiare i possibili propositi dei comunisti. Il progetto promise una riforma delle terre, la nazionalizzazione dell'industria, richieste di compensazione territoriale alla Germania e ristabilimento del confine orientale precedente al 1939. Pertanto, la principale differenza tra lo stato sotterraneo e i comunisti, in termini di politica, non consisteva nelle riforme economiche e sociali, che furono richieste da entrambi gli schieramenti, ma nelle loro proposte riguardo alla sovranità nazionale, ai confini e alle relazioni polacco-sovietiche.
I gruppi di resistenza in Polonia istituirono tribunali segreti per il giudizio dei collaborazionisti e dei traditori della Polonia; furono inoltre fondate scuole clandestine, per arginare la chiusura di tutte le istituzioni scolastiche da parte della Germania. Ad esempio, le Università di Varsavia, Cracovia e Leopoli operarono tutte clandestinamente.
Gli ufficiali dell'esercito regolare polacco formarono una forza armata clandestina, l'Armia Krajowa—AK). Dopo le attività di organizzazione preliminare, incluso l'allenamento dei combattenti e l'acquisto di armi, l'AK nel 1943 attivò unità partigiane in molte parti della Polonia. Un gruppo di resistenza comunista, la "Guardia Popolare" (Gwardia Ludowa), formatasi nel 1942, aveva tuttavia forza e influenza non comparabili all'Armia Krajowa.
Quando l'arrivo dell'esercito sovietico sembrava imminente, l'AK lanciò la rivolta di Varsavia contro l'esercito tedesco il 1º agosto 1944. Dopo 63 giorni di aspri combattimenti, i tedeschi abbatterono l'insurrezione. La resistenza polacca ricevette pochissimi aiuti dall'esercito sovietico, che aveva quasi raggiunto la città, attraversando il fiume Vistola il 16 settembre, ma che non arrivò in tempo alla battaglia, facendo nascere accuse riguardo al fatto che avessero deliberatamente fermato l'avanzata perché Stalin non voleva che la rivolta avesse successo. I sovietici vietarono anche alle forze aeree occidentali l'uso di aeroporti nel territorio da loro controllato per inviare aiuti agli insorti. La ragione dello stop all'esercito fu il desiderio di Stalin di far sopprimere la resistenza polacca dai tedeschi, per indebolire entrambe le forze che in tal modo non avrebbero potuto resistere alla dominazione sovietica post-bellica.
Circa 250 000 polacchi, in gran parte civili, morirono durante la rivolta. I tedeschi deportarono migliaia di uomini, donne e bambini nei campi di concentramento, mentre molti altri furono trasportati nel Reich per il lavoro forzato. Secondo gli ordini di Hitler, le forze tedesche ridussero la città in macerie, continuando l'opera di distruzione cominciata durante la soppressione delle prime rivolte armate degli ebrei, che non volevano la deportazione dal ghetto di Varsavia nell'aprile 1943.

### Impatto sulla popolazione polacca
La popolazione civile polacca soffrì duramente durante l'occupazione tedesca. Moltissime persone furono espulse dalle aree scelte per la colonizzazione tedesca e obbligate a insediarsi nell'area del Governatorato Generale. Centinaia di migliaia di polacchi furono deportati in Germania per il lavoro forzato nelle industrie e in agricoltura, mentre molte migliaia morirono. I polacchi furono anche coscritti nel lavoro in Polonia e furono detenuti in campi di lavoro in tutta la nazione, nei quali il tasso di mortalità era altissimo. C'era una diffusa mancanza di cibo, carburanti per riscaldamento e riserve mediche, col conseguente innalzamento del tasso di mortalità. Infine, migliaia di polacchi furono uccisi in repressioni contro gli attacchi di resistenza alle forze polacche: in tutto, circa 3 milioni di polacchi non ebrei morirono nell'occupazione tedesca, più del 10% della popolazione pre-bellica. Se si aggiunge questo numero ai 3 milioni di ebrei polacchi uccisi dalla politica razziale, la Polonia perse circa il 22% della popolazione, il tasso maggiore di tutti i paesi europei nella seconda guerra mondiale.
Circa 3 milioni di cittadini polacchi non ebrei morirono durante il corso della guerra, e più di 2 milioni di questi erano di etnia polacca (gli altri erano ucraini e bielorussi). La grande maggioranza dei morti erano civili.
Pur non essendo inviati in campi di concentramento, molti polacchi non ebrei morirono in esecuzioni di massa, oppure di fame, di cattiva salute o per il lavoro forzato. Oltre ad Auschwitz, i sei principali campi di concentramento della Polonia furono utilizzati esclusivamente per uccidere gli ebrei. Ci fu anche il campo di concentramento di Stutthof, utilizzato per stermini di massa dei polacchi; esistettero diversi campi di lavoro (Gemeinschaftslager) per polacchi (Polenlager) nel territorio polacco. I primi prigionieri non tedeschi ad Auschwitz furono polacchi, che costituirono la maggioranza degli internati fino al 1942, quando ebbe inizio lo sterminio sistematico degli ebrei. La prima uccisione con il gas velenoso ad Auschwitz coinvolse 300 polacchi e 700 prigionieri di guerra sovietici, tra cui ucraini e russi. Molti polacchi ed europei dell'est furono inviati in campi di concentramento in Germania; più di 35 000 a Dachau, 33 000 al campo per donne di Ravensbruck, 30 000 a Mauthausen e 20 000 a Sachsenhausen.
La popolazione iniziale del Governatorato Generale era di circa 12 milioni in un'area di 94000 km², ma questa aumentò dato che 860 000 polacchi ed ebrei furono espulsi da aree annesse alla Germania e furono costretti a insediarsi nel Governatorato. Lo svuotamento della regione era la tattica tedesca per lo sterminio dell'intellighenzia polacca, oltre a risoluzioni come l'operazione Tannenberg. Dal 1941 il disagio e la fame cominciarono a decimare la popolazione: i polacchi furono deportati in grandi gruppi ai lavori forzati in Germania; alla fine, i deportati furono circa un milione, e molti morirono in Germania.
Circa un quinto dei cittadini polacchi persero le loro vite in guerra, e moltissimi civili furono obiettivi di azioni deliberate.

## Trattamento dei cittadini polacchi sotto occupazione sovietica

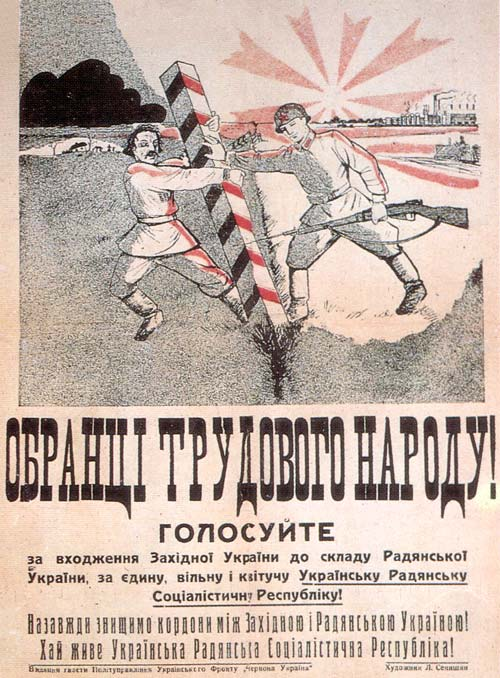
Poster di propaganda per la sovietizzazione indirizzato alla popolazione ucraina occidentale. Il testo ucraino recita: "Elettori della popolazione operaia! Votate per l'unione dell'Ucraina Occidentale nell'Ucraina Sovietica, per la Repubblica Socialista Sovietica Ucraina. Eliminiamo subito il confine tra Ucraina Occidentale e Sovietica. Lunga vita alla RSS Ucraina!"

Alla fine della guerra difensiva polacca, l'Unione Sovietica ottenne il 52,1% del territorio della Polonia (circa 200000 km²), con più di 13 700 000 persone. Le stime variano; Elżbieta Trela-Mazur fornisce i seguenti dati riguardo alla composizione etnica delle aree: 38% polacchi (circa 5,1 milioni), 37% ucraini, 14,5% bielorussi, 8,4% ebrei, 0,9% russi e 0,6% tedeschi. C'erano anche 336 000 rifugiati da aree occupate dalla Germania, gran parte dei quali ebrei (198 000). Le aree occupate dall'URSS furono annesse al territorio sovietico, con l'eccezione dell'area di Vilnius, che fu trasferita alla Lituania, anche se poi fu subito annessa all'URSS, quando la Lituania divenne una Repubblica Sovietica.
Gran parte della popolazione ucraina fu inizialmente favorevole all'unificazione con il resto dell'Ucraina, che non era riuscita nel 1919 quando il tentativo di autodeterminazione fu abbattuto dalla Polonia e dall'Unione Sovietica.
Vi erano grandi gruppi di cittadini polacchi pre-bellici, principalmente giovani ebrei e contadini ucraini, che videro il potere sovietico come opportunità per dare inizio a un'attività sociale e politica al di fuori dei propri gruppi etnici. Il loro entusiasmo, tuttavia, sparì con il tempo, quanto divenne chiaro che la repressione sovietica era diretta a tutti i gruppi in modo eguale, senza riguardo all'appartenenza politica.

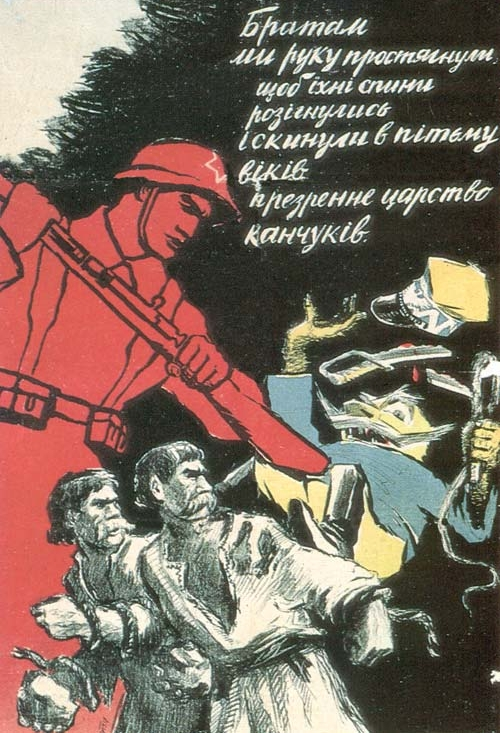
Poster propagandistico sovietico che raffigura l'avanzata dell'Armata Rossa nell'Ucraina Occidentale come liberazione per gli ucraini. Il testo ucraino reca: "Abbiamo stretto le mani ai nostri fratelli per toglierli dai domini che li legavano da secoli". La persona che veste l'uniforme polacca potrebbe essere una caricatura di Józef Piłsudski.

I sovietici arrestarono e imprigionarono circa 1 500 000 polacchi dal 1939 al 1941, tra cui ex ufficiali, ufficiali e "nemici del popolo", come il clero. Iniziò la deportazione di massa dei cittadini di etnia polacca e, tra questi, i primi furono i parenti dei soldati polacchi catturati nel 1939. In un noto massacro, il NKVD — la polizia segreta sovietica — giustiziò 21 768 polacchi, tra i quali vi erano 14 471 ex ufficiali, inclusi leader politici, governanti e intellettuali. Circa 4 254 di questi furono ritrovati dai tedeschi in fosse comuni nella foresta presso Katyn' nel 1943, e in altri luoghi.
L'Unione Sovietica aveva terminato di riconoscere lo stato polacco all'inizio dell'invasione. Di conseguenza, i due governi non si dichiararono mai ufficialmente guerra. I sovietici perciò non classificarono i prigionieri militari polacchi come prigionieri di guerra, ma come ribelli contro il nuovo governo legale sovietico dell'Ucraina Occidentale e della Bielorussia Orientale. I sovietici uccisero decine di migliaia di prigionieri polacchi; alcuni, come il generale Józef Olszyna-Wilczyński, catturato, interrogato e ucciso il 22 settembre, furono giustiziati durante la campagna stessa. Il 24 settembre, i sovietici uccisero 42 infermieri militari polacchi al villaggio di Grabowiec, presso Zamość; i russi uccisero anche gli ufficiali polacchi catturati dopo la battaglia di Szack, il 28 settembre. Più di 20 000 soldati dell'esercito polacco e civili persero la vita nel Massacro di Katyn.
I polacchi e i sovietici ristabilirono relazioni diplomatiche nel 1941, a seguito dell'Accordo Sikorski-Majskij; tuttavia i russi le ruppero di nuovo nel 1943, dopo che il governo polacco chiese un esame indipendente sulle fosse di Katyn, recentemente scoperte. I sovietici spinsero poi gli Alleati occidentali a riconoscere il governo fantoccio polacco filo-sovietico (Związek Patriotów Polskich) di Wanda Wasilewska a Mosca.
Il 28 settembre 1939, l'Unione Sovietica e la Germania avevano cambiato i termini segreti del Patto Molotov-Ribbentrop. La Lituania fu spostata nella sfera di influenza sovietica e il confine polacco fu spostato ad est, concedendo alla Germania più territori. Con questo accordo, spesso descritto come quarta spartizione della Polonia, l'URSS si assicurò quasi tutti i territori polacchi a est dei fiumi Pisa, Narew, Bug Occidentale e San. Queste terre ammontavano a 200000 km², ed erano abitate da 13,5 milioni di polacchi.
L'Armata Rossa aveva inizialmente seminato confusione tra i locali sostenendo che stavano arrivando per salvare la Polonia dai tedeschi. La loro avanzata sorprese le comunità polacche e i loro capi, che non erano pronti a fronteggiare un'invasione bolscevica. I cittadini polacchi ed ebrei potrebbero aver preferito, in principio, un regime sovietico a quello tedesco, ma i russi si dimostrarono subito ostili e distruttori verso il popolo polacco e la sua cultura, tanto quanto i nazisti. Iniziarono a confiscare, nazionalizzare e redistribuire tutte le proprietà private e possedute dallo stato polacco. Durante i due anni successivi all'annessione, furono arrestati circa 100 000 polacchi e ne furono deportati 1 500 000 gran parte dei quali morirono di stenti nei campi di lavoro sovietici.

### Riforma delle terre e collettivizzazione
Le autorità sovietiche iniziarono in seguito una campagna di collettivizzazione forzata, che annullò le conquiste della riforma terriera, dato che i contadini non volevano generalmente aderire alle fattorie kolchoz, né consegnare i loro raccolti gratis per raggiungere le quote imposte dallo stato.

### Ricostruzione delle istituzioni sociali e governative polacche
Mentre i tedeschi rinforzarono le politiche basate sul razzismo, l'amministrazione sovietica giustificò lo stalinismo appellandosi all'ideologia sovietica, che in realtà significava la sovietizzazione dell'area. Subito dopo la conquista della Polonia orientale, le autorità sovietiche iniziarono una campagna di sovietizzazione delle terre neo-acquisite. Poche settimane dopo che le ultime unità polacche si arresero, il 22 ottobre 1939, i sovietici organizzarono elezioni truffa per il Soviet Supremo della Bielorussia Occidentale e dell'Ucraina Occidentale, controllato da Mosca. La conseguenza del finto voto fu la legittimazione dell'annessione sovietica della Polonia orientale.
In seguito, tutte le istituzioni dello stato polacco furono chiuse e riaperte sotto supervisori sovietici. L'Università di Leopoli e molte altre scuole furono riaperte come istituzioni sovietiche; quella di Leopoli fu riorganizzata secondo lo Statuto delle Scuole Superiori Sovietiche. Le tradizioni, che avevano sempre tenuto lontano gran parte della popolazione ucrainofona, furono abolite e furono istituite molte nuove cattedre, in particolare di lingua e letteratura russa. Le cattedre di marxismo-leninismo e Dialettica e Materialismo storico cercarono di rafforzare l'ideologia sovietica. La letteratura polacca e gli studi di lettere furono sciolti dai sovietici. 45 membri di facoltà furono trasferiti in altre istituzioni dell'Ucraina sovietica, principalmente nell'Università di Kharkiv e di Kiev. Il 15 gennaio 1940 l'Università di Leopoli fu riaperta e iniziò ad insegnare secondo i programmi sovietici..
Contemporaneamente, le autorità sovietiche cercarono di rimuovere le tracce della storia polacca dell'area eliminando ciò che aveva legami con lo stato polacco o con la cultura polacca in generale. Il 21 dicembre 1939 la valuta polacca fu ritirata dalla circolazione senza nessuno scambio con il rublo sovietico appena introdotto, il che significò che tutta la popolazione dell'area perse i risparmi di una vita.
Tutti i mezzi d'informazione divennero controllati dalla Russia. Le autorità sovietiche costruirono un regime politico simile a uno stato di polizia, basato sul terrore. Tutti i partiti politici polacchi e le organizzazioni furono sciolti. Fu autorizzato a rimanere operativo solo il Partito Comunista, con organizzazioni a esso subordinate.
Furono perseguitate tutte le religioni organizzate; tutte le imprese furono avocate allo stato, mentre l'agricoltura fu collettivizzata.

### Regno del terrore
Una parte costitutiva della sovietizzazione fu il dominio del terrore iniziato dal NKVD e da altre agenzie sovietiche. Le prime vittime del nuovo ordine furono circa 250 000 prigionieri di guerra polacchi catturati dall'URSS durante e dopo la Campagna di Polonia. Dato che l'URSS non aveva siglato nessuna convenzione internazionale sulle regole di guerra, a essi fu negato lo status di prigionieri di guerra e quasi tutti gli ufficiali e i soldati furono poi uccisi o inviati nei gulag. Migliaia di altre persone caddero vittime dei massacri operati dal NKVD nel 1941, dopo che la Germania invase l'URSS.
Politiche similari furono applicate anche alla popolazione civile. Le autorità sovietiche trattarono la partecipazione allo stato polacco pre-bellico come "crimine contro la rivoluzione" e "attività controrivoluzionaria", e di conseguenza iniziarono ad arrestare gran parte dell'intellighenzia, dei politici e degli scienziati polacchi, ma anche persone ordinarie sospettate di minare il dominio sovietico. Tra gli arrestati ci furono gli ex Primi Ministri Leon Kozłowski e Aleksander Prystor, come anche Stanisław Grabski, Stanisław Głąbiński e la famiglia Baczewski. Inizialmente l'NKVD mirò le proprie campagne contro gli oppositori politici, ma dal gennaio 1940 anche contro alleati potenti, come i comunisti e socialisti polacchi. Tra gli arrestati vi furono Władysław Broniewski, Aleksander Wat, Tadeusz Peiper, Leopold Lewin, Anatol Stern, Teodor Parnicki, Marian Czuchnowski e molti altri.

### Deportazione
Nel 1940 e nella prima metà del 1941 i sovietici deportarono più di 1.200 000 polacchi, principalmente in quattro deportazioni di massa. La prima avvenne il 10 febbraio 1940, con più di 220 000 persone inviate nella Russia europea settentrionale; la seconda avvenne il 13 aprile 1940, e 320 000 polacchi furono inviati in Kazakistan; una terza ondata si verificò nel giugno-luglio 1940, totalizzando 240 000 deportati; la quarta avvenne nel giugno 1941, deportando 300 000 polacchi. Alla ripresa delle relazioni polacco-sovietiche nel 1941, fu determinato, basandosi su informazioni sovietiche, che più di 760 000 dei deportati erano morti — gran parte dei morti erano bambini, che erano stati un terzo dei deportati totali..
Ben più di 100 000 ex cittadini polacchi furono arrestati durante i due anni di occupazione sovietica. Le prigioni divennero subito sovraffollate di detenuti sospetti di attività anti-sovietiche, pertanto l'NKVD dovette aprire decine di prigioni ad hoc in quasi tutte le città della regione. L'ondata di arresti portò all'insediamento forzato di grandi categorie di persone (kulaki, schiavi polacchi, boscaioli, professori universitari e osadnik) nei gulag e in aree remote di esilio in Unione Sovietica. In totale, circa un milione di persone furono inviate ad est in quattro ondate di deportazioni. Secondo Norman Davies, quasi metà di essi morirono all'epoca dell'accordo Sikorski-Majskij, nel 1941.
Secondo la legge sovietica, tutti i residenti nelle aree annesse, tacciati come cittadini dell'"ex Polonia", acquisirono automaticamente la cittadinanza sovietica. Tuttavia, dato che il conferimento effettivo della cittadinanza richiedeva il consenso individuale, i residenti subirono pressioni. I rifugiati che non scelsero la cittadinanza sovietica, furono rimpatriati nei territori controllati dalla Germania nazista in Polonia.

### Sfruttamento delle tensioni etniche
In aggiunta a questo, i sovietici sfruttarono le tensioni etniche del passato tra i polacchi e altri gruppi etnici, incitando e incoraggiando la violenza contro i polacchi, chiamando le minoranze a "rettificare gli errori che avevano patito durante vent'anni di dominio polacco". La Polonia pre-bellica fu descritta come stato capitalista basato sullo sfruttamento delle classi lavoratrici e delle minoranze etniche. La propaganda sovietica sostenne che il cattivo trattamento subito dai non-polacchi era una giustificazione per lo smembramento della nazione. Gli ufficiali sovietici incitarono a compiere omicidi e rapine L'entità delle morti causate dal terrore ispirato dai sovietici rimane sconosciuto.

### Ricostruzione della sovranità polacca
Mentre la sovranità polacca formale fu restaurata quasi immediatamente quando i tedeschi furono espulsi nel 1945, in realtà la nazione rimase sotto controllo sovietico, essendo occupata dall'Armata Rossa, fino al 1956. Anche oggi, gli eventi di quegli anni e di quelli successivi sono uno degli argomenti di continua discussione nelle relazioni russo-polacche. Le richieste polacche di restituzione delle proprietà acquisite dalla Russia durante la guerra e tutte le richieste di scuse per i crimini dell'era sovietica sono ignorate, in quanto il Cremlino ritiene di "aver liberato la Polonia dal nazismo, motivo per il quale la nazione dovrebbe esserle grata".

## Morti

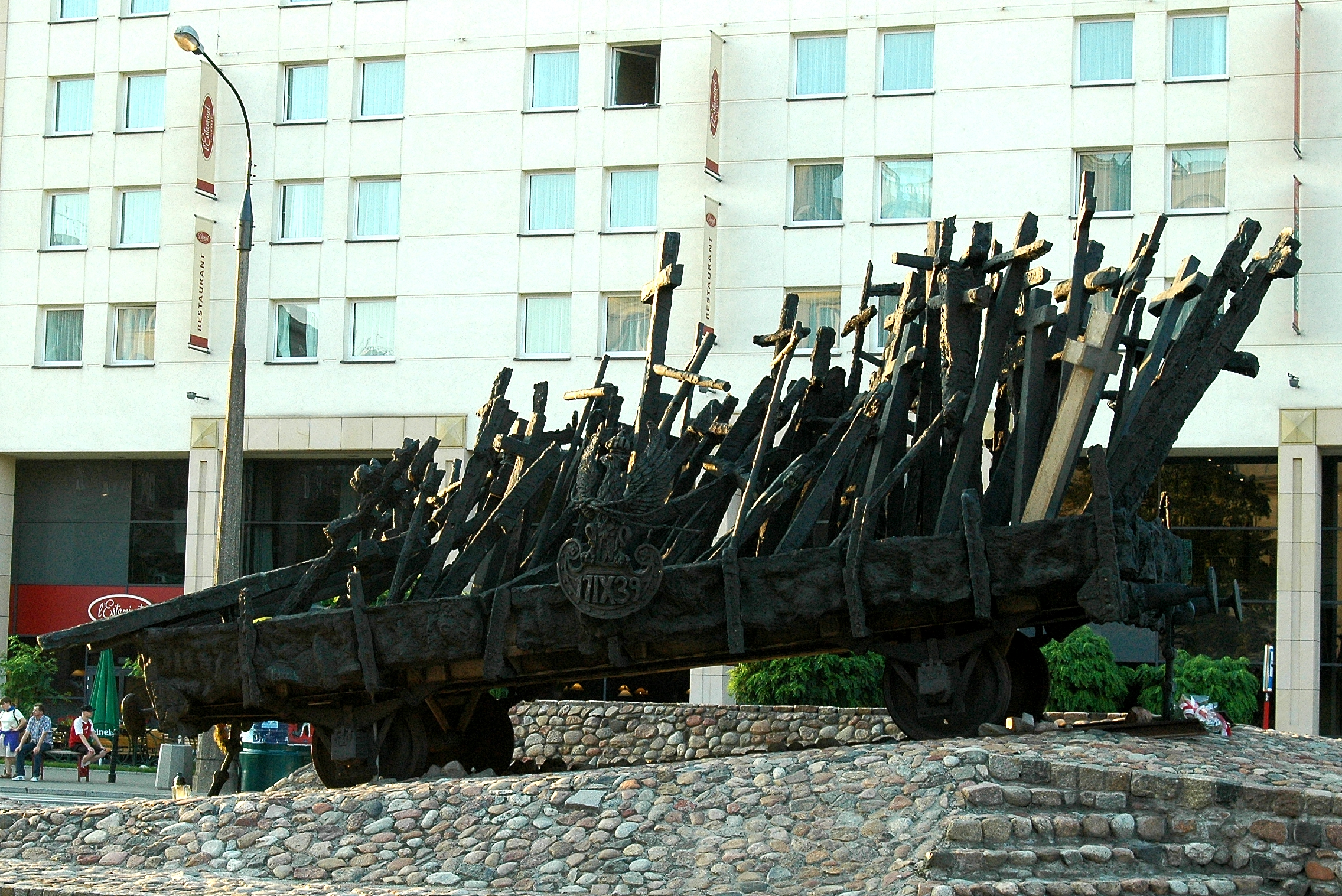
Monumento "A coloro che caddero o furono uccisi nell'Est", Varsavia.

Più di 6 milioni di cittadini polacchi, circa il 21,4% della popolazione della Seconda Repubblica di Polonia pre-bellica, morì tra il 1939 e il 1945. Più del 90% delle morti colpì civili, dato che gran parte dei civili furono bersaglio di varie azioni deliberate compiute da tedeschi e sovietici.
Tadeusz Piotrowski, professore di sociologia all'Università del New Hampshire ha fornito i dati delle perdite della Polonia durante la seconda guerra mondiale. Le morti in guerra comprendono 5.150 000 vittime dei crimini nazisti contro i polacchi e l'Olocausto, il trattamento dei cittadini polacchi da parte degli occupanti comprende 350 000 morti durante l'occupazione sovietica e circa 100 000 polacchi uccisi nel 1943-1944 in Ucraina. Di questi 100 000/80 000 morirono durante i massacri di polacchi in Volinia e Galizia orientale da parte dell'Esercito Insurrezionale Ucraino (UPA). Riguardo ai gruppi etnici, 3.100 000 furono le morti tra gli ebrei, 2 milioni quelle tra i polacchi, 500 000 tra gli ucraini e bielorussi. Probabilmente questa stima non include i morti nella deportazione in Unione Sovietica.
Il rapporto ufficiale del governo polacco comunista stilato nel 1947 annotò 6 028 000 morti di guerra su una popolazione di 27 007 000 polacchi ed ebrei; questo rapporto escluse le morti ucraine e bielorusse. Tuttavia, alcuni storici in Polonia credono oggi che le perdite polacche in guerra furono almeno 2 milioni di persone di etnia polacca e 3 milioni di ebrei.
Un altro rapporto, Polacchi come Vittime dell'Era Nazista, preparato dal United States Holocaust Memorial Museum (USHMM), elenca circa 1,9 milioni di polacchi morti, oltre ai tre milioni di ebrei
Le morti, distinte per area geografica, furono 3 milioni nell'attuale Polonia e 2,3 milioni nelle aree polacche annesse all'Unione Sovietica.
Le morti tra i prigionieri di guerra raggiunsero le 250 000 unità: in Germania 120 000 e nell'URSS 130 000.
Il genocidio dei rom (porajmos) ammontò a 35 000 morti.. Gli ebrei vittime della Shoah furono 3 milioni.